# Mistrovství Asie ve fotbale 2007
Mistrovství Asie ve fotbale 2007 bylo čtrnácté mistrovství pořádané fotbalovou asociací AFC. Konalo se poprvé v historii na území čtyř států (Indonésie, Malajsie, Thajska a Vietnamu). Turnaje se zúčastnilo 16 týmů, které se sem probojovaly z kvalifikace. Vítězem se stala irácká fotbalová reprezentace. Tento triumf je považován za jeden z největších úspěchů v historii fotbalu.

## Kvalifikace
Hlavní článek: Kvalifikace na Mistrovství Asie ve fotbale 2007

## Základní skupiny
| Vysvětlivky | Vysvětlivky                                           |
| ----------- | ----------------------------------------------------- |
|             | První dva týmy z každé skupiny postoupily do play off |

### Skupina A
| Tým       | B | Z | V | R | P | VG | IG | +/- |
| --------- | - | - | - | - | - | -- | -- | --- |
| Irák      | 5 | 3 | 1 | 2 | 0 | 4  | 2  | +2  |
| Austrálie | 4 | 3 | 1 | 1 | 1 | 6  | 4  | +2  |
| Thajsko   | 4 | 3 | 1 | 1 | 1 | 3  | 5  | −2  |
| Omán      | 2 | 3 | 0 | 2 | 1 | 1  | 3  | −2  |

| 7. července 2007 19:35 UTC+7 |        |                    |                                                                                             |
| Thajsko                      | 1 – 1  | Irák               | Rajamangala National Stadium, Bangkok diváci: 30 000 rozhodčí: Kwon Jung-Chul (Jižní Korea) |
| Suksomkit 6' (pen.)          | Report | Younis Mahmoud 32' | Rajamangala National Stadium, Bangkok diváci: 30 000 rozhodčí: Kwon Jung-Chul (Jižní Korea) |

| 8. července 2007 17:20 UTC+7 |        |                |                                                                                       |
| Austrálie                    | 1 – 1  | Omán           | Rajamangala National Stadium, Bangkok diváci: 5 000 rozhodčí: Eddy Maillet (Seychely) |
| Cahill 90+2'                 | Report | Al-Maimani 32' | Rajamangala National Stadium, Bangkok diváci: 5 000 rozhodčí: Eddy Maillet (Seychely) |

| 12. července 2007 17:20 UTC+7 |        |                    |                                                                                           |
| Omán                          | 0 – 2  | Thajsko            | Rajamangala National Stadium, Bangkok diváci: 19 000 rozhodčí: Lee Gi-Young (Jižní Korea) |
|                               | Report | Thonkanya 70', 78' | Rajamangala National Stadium, Bangkok diváci: 19 000 rozhodčí: Lee Gi-Young (Jižní Korea) |

| 13. července 2007 17:20 UTC+7                         |        |            |                                                                                     |
| Irák                                                  | 3 – 1  | Austrálie  | Rajamangala National Stadium, Bangkok diváci: 6 000 rozhodčí: Jasim Karim (Bahrajn) |
| Nashat Akram 22' Hawar Mohammed 60' Karrar Jassim 86' | Report | Viduka 47' | Rajamangala National Stadium, Bangkok diváci: 6 000 rozhodčí: Jasim Karim (Bahrajn) |

| 16. července 2007 19:35 UTC+7 |        |                                          |                                                                                             |
| Thajsko                       | 0 – 4  | Austrálie                                | Rajamangala National Stadium, Bangkok diváci: 46 000 rozhodčí: Kwon Jong-Chul (Jižní Korea) |
|                               | Report | Beauchamp 21' Viduka 80', 83' Kewell 90' | Rajamangala National Stadium, Bangkok diváci: 46 000 rozhodčí: Kwon Jong-Chul (Jižní Korea) |

| 16. července 2007 19:35 UTC+7 |        |      |                                                                              |
| Omán                          | 0 – 0  | Irák | Suphachalasai Stadium, Bangkok diváci: 500 rozhodčí: Eddy Maillet (Seychely) |
|                               | Report |      | Suphachalasai Stadium, Bangkok diváci: 500 rozhodčí: Eddy Maillet (Seychely) |

### Skupina B
| Tým      | B | Z | V | R | P | VG | IG | +/- |
| -------- | - | - | - | - | - | -- | -- | --- |
| Japonsko | 7 | 3 | 2 | 1 | 0 | 8  | 3  | +5  |
| Vietnam  | 4 | 3 | 1 | 1 | 1 | 4  | 5  | −1  |
| SAE      | 3 | 3 | 1 | 0 | 2 | 3  | 6  | −3  |
| Katar    | 2 | 3 | 0 | 2 | 1 | 3  | 4  | −1  |

| 8. července 2007 19:35 UTC+7           |        |     |                                                                                |
| Vietnam                                | 2 – 0  | SAE | My Dinh National Stadium, Hanoj diváci: 39 450 rozhodčí: Talaat Najm (Libanon) |
| Huỳnh Quang Thanh 64' Lê Công Vinh 73' | Report |     | My Dinh National Stadium, Hanoj diváci: 39 450 rozhodčí: Talaat Najm (Libanon) |

| 9. července 2007 17:20 UTC+7 |        |           |                                                                                    |
| Japonsko                     | 1 – 1  | Katar     | My Dinh National Stadium, Hanoj diváci: 5 000 rozhodčí: Matthew Breeze (Austrálie) |
| Takahara 61'                 | Report | Soria 88' | My Dinh National Stadium, Hanoj diváci: 5 000 rozhodčí: Matthew Breeze (Austrálie) |

| 12. července 2007 19:35 UTC+7 |        |                     |                                                                               |
| Katar                         | 1 – 1  | Vietnam             | My Dinh National Stadium, Hanoj diváci: 40 000 rozhodčí: Masoud Moradi (Írán) |
| Soria 79'                     | Report | Phan Thanh Bình 32' | My Dinh National Stadium, Hanoj diváci: 40 000 rozhodčí: Masoud Moradi (Írán) |

| 13. července 2007 20:35 UTC+7 |        |                                          |                                                                                  |
| SAE                           | 1 – 3  | Japonsko                                 | My Dinh National Stadium, Hanoj diváci: 5 000 rozhodčí: Satop Tongkhan (Thajsko) |
| Al-Kass 66'                   | Report | Takahara 22', 27' S. Nakamura 42' (pen.) | My Dinh National Stadium, Hanoj diváci: 5 000 rozhodčí: Satop Tongkhan (Thajsko) |

| 16. července 2007 17:20 UTC+7 |        |                                        |                                                                                     |
| Vietnam                       | 1 – 4  | Japonsko                               | My Dinh National Stadium, Hanoj diváci: 40 000 rozhodčí: Matthew Breeze (Austrálie) |
| Suzuki 8' (vl.)               | Report | Maki 12', 59' Endo 31' S. Nakamura 53' | My Dinh National Stadium, Hanoj diváci: 40 000 rozhodčí: Matthew Breeze (Austrálie) |

| 16. července 2007 17:20 UTC+7 |        |                          |                                                                             |
| Katar                         | 1 – 2  | SAE                      | Army Stadium, Ho Chi Minh City diváci: 3 000 rozhodčí: Masoud Moradi (Írán) |
| Soria 42' (pen.)              | Report | Al-Kass 60' Khalil 90+4' | Army Stadium, Ho Chi Minh City diváci: 3 000 rozhodčí: Masoud Moradi (Írán) |

### Skupina C
| Tým        | B | Z | V | R | P | VG | IG | +/- |
| ---------- | - | - | - | - | - | -- | -- | --- |
| Írán       | 7 | 3 | 2 | 1 | 0 | 6  | 3  | +3  |
| Uzbekistán | 6 | 3 | 2 | 0 | 1 | 9  | 2  | +7  |
| Čína       | 4 | 3 | 1 | 1 | 1 | 7  | 6  | +1  |
| Malajsie   | 0 | 3 | 0 | 0 | 3 | 1  | 12 | −11 |

| 10. července 2007 20:35 UTC+8 |        |                                                       |                                                                                 |
| Malajsie                      | 1 – 5  | Čína                                                  | Bukit Jalil Stadium, Kuala Lumpur diváci: 21 155 rozhodčí: Muhsen Basma (Sýrie) |
| Mahayuddin 74'                | Report | Han Peng 15', 55' Shao Jiayi 36' Wang Dong 51', 90+3' | Bukit Jalil Stadium, Kuala Lumpur diváci: 21 155 rozhodčí: Muhsen Basma (Sýrie) |

| 11. července 2007 18:20 UTC+8 |        |                  |                                                                                         |
| Írán                          | 2 – 1  | Uzbekistán       | Bukit Jalil Stadium, Kuala Lumpur diváci: 1 863 rozhodčí: Saad Kamil Al-Fadhli (Kuvajt) |
| Hosseini 55' Kazemian 78'     | Report | Rezaei 16' (vl.) | Bukit Jalil Stadium, Kuala Lumpur diváci: 1 863 rozhodčí: Saad Kamil Al-Fadhli (Kuvajt) |

| 14. července 2007 18:20 UTC+8                                     |        |          |                                                                                     |
| Uzbekistán                                                        | 5 – 0  | Malajsie | Bukit Jalil Stadium, Kuala Lumpur diváci: 7 137 rozhodčí: Abdulrahman Abdou (Katar) |
| Shatskikh 10', 89' Kapadze 30' Bakayev 45+2' (pen.) Ibrahimov 85' | Report |          | Bukit Jalil Stadium, Kuala Lumpur diváci: 7 137 rozhodčí: Abdulrahman Abdou (Katar) |

| 15. července 2007 18:20 UTC+8  |        |                          |                                                                                             |
| Čína                           | 2 – 2  | Írán                     | Bukit Jalil Stadium, Kuala Lumpur diváci: 5 938 rozhodčí: Khalil Al-Ghamdi (Saúdská Arábie) |
| Shao Jiayi 7' Mao Jianqing 33' | Report | Zandi 45+1' Nekounam 74' | Bukit Jalil Stadium, Kuala Lumpur diváci: 5 938 rozhodčí: Khalil Al-Ghamdi (Saúdská Arábie) |

| 18. července 2007 20:35 UTC+8 |        |                                    |                                                                                |
| Malajsie                      | 0 – 2  | Írán                               | Bukit Jalil Stadium, Kuala Lumpur diváci: 4 520 rozhodčí: Muhsen Basma (Sýrie) |
|                               | Report | Nekounam 29' (pen.) Teymourian 77' | Bukit Jalil Stadium, Kuala Lumpur diváci: 4 520 rozhodčí: Muhsen Basma (Sýrie) |

| 18. července 2007 20:35 UTC+8            |        |      |                                                                                    |
| Uzbekistán                               | 3 – 0  | Čína | Shah Alam Stadium, Shah Alam diváci: 2 200 rozhodčí: Saad Kamil Al-Fadhli (Kuvajt) |
| Shatskikh 72' Kapadze 86' Geynrikh 90+4' | Report |      | Shah Alam Stadium, Shah Alam diváci: 2 200 rozhodčí: Saad Kamil Al-Fadhli (Kuvajt) |

### Skupina D
| Tým            | B | Z | V | R | P | VG | IG | +/- |
| -------------- | - | - | - | - | - | -- | -- | --- |
| Saúdská Arábie | 7 | 3 | 2 | 1 | 0 | 7  | 2  | +5  |
| Jižní Korea    | 4 | 3 | 1 | 1 | 1 | 3  | 3  | 0   |
| Indonésie      | 3 | 3 | 1 | 0 | 2 | 3  | 4  | −1  |
| Bahrajn        | 3 | 3 | 1 | 0 | 2 | 3  | 7  | −4  |

| 10. července 2007 17:20 UTC+7 |        |             |                                                                                       |
| Indonésie                     | 2 – 1  | Bahrajn     | Gelora Bung Karno Stadium, Jakarta diváci: 65 000 rozhodčí: Jujči Nišimura (Japonsko) |
| Sudarsono 14' Pamungkas 64'   | Report | Mahmood 27' | Gelora Bung Karno Stadium, Jakarta diváci: 65 000 rozhodčí: Jujči Nišimura (Japonsko) |

| 11. července 2007 19:35 UTC+7 |        |                          |                                                                                     |
| Jižní Korea                   | 1 – 1  | Saúdská Arábie           | Gelora Bung Karno Stadium, Jakarta diváci: 15 000 rozhodčí: Mark Shield (Austrálie) |
| Choi Sung-Kuk 66'             | Report | Y. Al-Qahtani 77' (pen.) | Gelora Bung Karno Stadium, Jakarta diváci: 15 000 rozhodčí: Mark Shield (Austrálie) |

| 14. července 2007 19:35 UTC+7   |        |           |                                                                                        |
| Saúdská Arábie                  | 2 – 1  | Indonésie | Gelora Bung Karno Stadium, Jakarta diváci: 88 000 rozhodčí: Ali Hamad Al-Badwawi (SAE) |
| Y. Al-Qahtani 12' Al-Harthi 90' | Report | Aiboy 17' | Gelora Bung Karno Stadium, Jakarta diváci: 88 000 rozhodčí: Ali Hamad Al-Badwawi (SAE) |

| 15. července 2007 19:35 UTC+7 |        |                |                                                                              |
| Bahrajn                       | 2 – 1  | Jižní Korea    | Gelora Bung Karno Stadium, Jakarta diváci: 9 000 rozhodčí: Sun Baojie (Čína) |
| Isa 43' Abdullatif 85'        | Report | Kim Do-Heon 4' | Gelora Bung Karno Stadium, Jakarta diváci: 9 000 rozhodčí: Sun Baojie (Čína) |

| 18. července 2007 17:20 UTC+7 |        |                  |                                                                                     |
| Indonésie                     | 0 – 1  | Jižní Korea      | Gelora Bung Karno Stadium, Jakarta diváci: 88 000 rozhodčí: Mark Shield (Austrálie) |
|                               | Report | Kim Jung-Woo 34' | Gelora Bung Karno Stadium, Jakarta diváci: 88 000 rozhodčí: Mark Shield (Austrálie) |

| 18. července 2007 17:20 UTC+7                     |        |         |                                                                               |
| Saúdská Arábie                                    | 4 – 0  | Bahrajn | Jakabaring Stadium, Palembang diváci: 500 rozhodčí: Jujči Nišimura (Japonsko) |
| Al-Mousa 18' A. Al-Qahtani 45' Al-Jassim 68', 79' | Report |         | Jakabaring Stadium, Palembang diváci: 500 rozhodčí: Jujči Nišimura (Japonsko) |

## Play off
|  | Čtvrtfinále                 | Čtvrtfinále          |                             |          | Semifinále         | Semifinále  |  |  | Finále                   | Finále |
|  |                             |                      |                             |          |                    |             |  |  |                          |        |
|  | 21. července - Bangkok      |                      |                             |          |                    |             |  |  |                          |        |
|  |                             |                      |                             |          |                    |             |  |  |                          |        |
|  | Irák                        | 2                    |                             |          |                    |             |  |  |                          |        |
|  | Irák                        | 2                    | 25. července - Kuala Lumpur |          |                    |             |  |  |                          |        |
|  | Vietnam                     | 0                    |                             |          |                    |             |  |  |                          |        |
|  | Vietnam                     | 0                    | Irák (pen.)                 | 0 (4)    |                    |             |  |  |                          |        |
|  | 22. července - Kuala Lumpur |                      | Irák (pen.)                 | 0 (4)    |                    |             |  |  |                          |        |
|  |                             | Jižní Korea          | 0 (3)                       |          |                    |             |  |  |                          |        |
|  | Írán                        | Jižní Korea          | 0 (3)                       | 0 (2)    |                    |             |  |  |                          |        |
|  | Írán                        |                      | 29. července - Jakarta      | 0 (2)    |                    |             |  |  |                          |        |
|  | Jižní Korea (pen.)          | 0 (4)                |                             |          |                    |             |  |  |                          |        |
|  | Jižní Korea (pen.)          | 0 (4)                | Irák                        | 1        |                    |             |  |  |                          |        |
|  | 21. července - Hanoj        |                      | Irák                        | 1        |                    |             |  |  |                          |        |
|  |                             | Saúdská Arábie       | 0                           |          |                    |             |  |  |                          |        |
|  | Japonsko (pen.)             | Saúdská Arábie       | 0                           | 1 (4)    |                    |             |  |  |                          |        |
|  | Japonsko (pen.)             | 25. července - Hanoj |                             | 1 (4)    |                    |             |  |  |                          |        |
|  | Austrálie                   | 1 (3)                |                             |          |                    |             |  |  |                          |        |
|  | Austrálie                   | 1 (3)                | Japonsko                    | 2        | Třetí místo        | Třetí místo |  |  |                          |        |
|  | 22. července - Jakarta      |                      | Japonsko                    | 2        | Třetí místo        | Třetí místo |  |  |                          |        |
|  |                             | Saúdská Arábie       | 3                           |          |                    |             |  |  |                          |        |
|  | Saúdská Arábie              | Saúdská Arábie       | 3                           | 2        | Jižní Korea (pen.) | 0 (6)       |  |  |                          |        |
|  | Saúdská Arábie              |                      |                             | 2        | Jižní Korea (pen.) | 0 (6)       |  |  |                          |        |
|  | Uzbekistán                  | 1                    |                             | Japonsko | 0 (5)              |             |  |  |                          |        |
|  | Uzbekistán                  | 1                    |                             |          | 0 (5)              |             |  |  |                          |        |
|  |                             |                      |                             |          |                    |             |  |  | 28. července - Palembang |        |
|  |                             |                      |                             |          |                    |             |  |  |                          |        |

### Čtvrtfinále
| 21. července 2007 17:20 UTC+7 |                |            |                                                                                        |
| Japonsko                      | 1 – 1 (prodl.) | Austrálie  | My Dinh National Stadium, Hanoj diváci: 25 000 rozhodčí: Saad Kamil Al-Fadhli (Kuvajt) |
| Takahara 72'                  | Report         | Aloisi 70' | My Dinh National Stadium, Hanoj diváci: 25 000 rozhodčí: Saad Kamil Al-Fadhli (Kuvajt) |

|                                           |       | Penaltový rozstřel               |  |
| S. Nakamura Endo Komano Takahara Nakazawa | 4 – 3 | Kewell Neill Cahill Carle Carney |  |

| 21. července 2007 20:20 UTC+7 |        |         |                                                                                         |
| Irák                          | 2 – 0  | Vietnam | Rajamangala National Stadium, Bangkok diváci: 9 720 rozhodčí: Jujči Nišimura (Japonsko) |
| Younis Mahmoud 2', 65'        | Report |         | Rajamangala National Stadium, Bangkok diváci: 9 720 rozhodčí: Jujči Nišimura (Japonsko) |

| 22. července 2007 18:20 UTC+8 |                |             |                                                                                      |
| Írán                          | 0 – 0 (prodl.) | Jižní Korea | Bukit Jalil Stadium, Kuala Lumpur diváci: 8 629 rozhodčí: Ali Hamad Al-Badwawi (SAE) |
|                               | Report         |             | Bukit Jalil Stadium, Kuala Lumpur diváci: 8 629 rozhodčí: Ali Hamad Al-Badwawi (SAE) |

|                                  |       | Penaltový rozstřel                                             |  |
| Zandi Mahdavikia Enayati Khatibi | 2 – 4 | Lee Chun-Soo Kim Sang-Sik Kim Do-Heon Cho Jae-Jin Kim Jung-Woo |  |

| 22. července 2007 20:20 UTC+8 |        |             |                                                                                   |
| Saúdská Arábie                | 2 – 1  | Uzbekistán  | Bung Karno Stadium, Jakarta diváci: 12 000 rozhodčí: Kwon Jung-Chul (Jižní Korea) |
| Y. Al-Qahtani 3' Al-Mousa 75' | Report | Solomin 82' | Bung Karno Stadium, Jakarta diváci: 12 000 rozhodčí: Kwon Jung-Chul (Jižní Korea) |

### Semifinále
| 25. července 2007 18:20 UTC+8 |                |             |                                                                                          |
| Irák                          | 0 – 0 (prodl.) | Jižní Korea | Bukit Jalil Stadium, Kuala Lumpur diváci: 12 500 rozhodčí: Saad Kamil Al-Fadhli (Kuvajt) |
|                               | Report         |             | Bukit Jalil Stadium, Kuala Lumpur diváci: 12 500 rozhodčí: Saad Kamil Al-Fadhli (Kuvajt) |

|                                                           |       | Penaltový rozstřel                                              |  |
| Hawar Mohammed Qusay Munir Haidar Abdul-Amir Ahmad Mnajed | 4 – 3 | Lee Chun-Soo Lee Dong-Gook Cho Jae-Jin Yeom Ki-Hun Kim Jung-Woo |  |

| 25. července 2007 20:20 UTC+7 |        |                                   |                                                                                     |
| Japonsko                      | 2 – 3  | Saúdská Arábie                    | My Dinh National Stadium, Hanoj diváci: 10 000 rozhodčí: Matthew Breeze (Austrálie) |
| Nakazawa 37' Abe 53'          | Report | Y. Al-Qahtani 35' Mouath 47', 57' | My Dinh National Stadium, Hanoj diváci: 10 000 rozhodčí: Matthew Breeze (Austrálie) |

### O 3. místo
| 28. července 2007 19:35 UTC+8 |                |          |                                                                                   |
| Jižní Korea                   | 0 – 0 (prodl.) | Japonsko | Jakabaring Stadium, Palembang diváci: 10 000 rozhodčí: Ali Hamad Al-Badwawi (SAE) |
|                               | Report         |          | Jakabaring Stadium, Palembang diváci: 10 000 rozhodčí: Ali Hamad Al-Badwawi (SAE) |

|                                                                      |       | Penaltový rozstřel                         |  |
| Cho Jae-Jin Oh Beom-Seok Lee Chun-Soo Lee Ho Kim Jin-Kyu Kim Chi-Woo | 6 – 5 | S. Nakamura Endo Abe Komano Nakazawa Hanyu |  |

### Finále
| 29. července 2007 19:35 UTC+7 |        |                |                                                                              |
| Irák                          | 1 – 0  | Saúdská Arábie | Bung Karno Stadium, Jakarta diváci: 60 000 rozhodčí: Mark Shield (Austrálie) |
| Younis Mahmoud 72'            | Report |                | Bung Karno Stadium, Jakarta diváci: 60 000 rozhodčí: Mark Shield (Austrálie) |

## Vítěz
| Mistrovství Asie ve fotbale 2007 Irák |